# アル＝マジャッラ
『アル＝マジャッラ』（アラビア語: المجلة / 英語: The Majalla) は、イギリスの汎アラブ国際高級雑誌。週刊。「アル」はアラビア語の定冠詞、「マジャッラ」は「雑誌」の意。
発行元はサウジ・リサーチ・アンド・マーケティング・グループの子会社。従ってサウジアラビア系と言われるが、アラブ各国の知識人が投稿・購読しているため、むしろ国際雑誌と言える。
1980年に第1号発行。2009年に紙媒体での記事提供を止め、オンラインマガジンになった。内容はアラブ内外の政治・経済が主だが、アラビア語媒体であることから、いわゆる中東圏の時事が多い。
主なコーナー：『話題の問題』(Qadaya Sakhina, hot issues)、『世論』(Ray Amm, public opinion)、『特集資料』(Awraq Khassa, special papers)、『特集報道』(Milaff Khass, special coverages)、
この他にも投稿者による論説・解説記事が多数ある。また、同誌は英『エコノミスト』誌と提携しており、巻末には最近の『エコノミスト』の主要な記事のアラビア語訳が付録される。米『USニューズ&ワールド・レポート』誌や英ロイター通信とも提携している。